# Битва при Якобсхавне
Битва при Якобсхавне (дат. Søslaget ved Jacobshavn, нид. Slag bij maklykout) — сражение между датским и голландским флотом за контроль над Илулиссатом (затем Якобсхавном) 6 июня 1739 г. Это было единственное морское сражение, произошедшее за права на Гренландию. 

## Предыстория
Со времен миссий Ханса Эгеде датчане и норвежцы занимались повторной колонизацией Гренландии. Фредерик IV дал разрешение основать Бергенскую Гренландскую компанию, которая занималась самоуправлением и торговлей в Гренландии. Однако Фредерик отказался предоставить компании монополию на острове, опасаясь вражды с голландскими китобоями в этом районе. В первые десятилетия существования компании она пережила банкротство, эпидемии болезней оспы и цинги, а также постоянные набеги голландских китобоев.
Голландские китобои активно работали в Гренландии с XVII века. Это привело к постоянному конфликту за монополию на китобойный промысел и торговлю с инуитами между датчанами и голландцами. Дания заявляла о своих исторических правах на остров и указывала на норвежские поселения в Гренландии, а также на экспедиции в Гренландию Кристиана IV и Фредерика III, последний включил гренландского белого медведя в свой личный герб в знак датско-норвежского суверенитета над островом.
С другой стороны, голландцы претендовали на остров на основании своих экспедиций и торговых компаний, действовавших в этом районе.
Из-за первых неудач Бергенской компании датчанин Якоб Северин убедил Кристиана VI и его совет предоставить компании полную монополию на торговлю в Гренландии в 1734 г.Северин расширил датское присутствие на западном побережье, основав поселения Кристиансхоб (1734), Якобсхавн (1741) и Фредериксхоб (1742). Это не устраивало голландских китобоев, и противоборствующие стороны вступили в бой при Якобсхавне в 1739 г.

## Ход конфликта
Голландская флотилия из четырех кораблей была пришвартована в своей гавани Макликоут (которая позже была переименована в Якобсхавн в честь Якоба Северина) за пределами залива Диско. Голландцы начали торговать с местными жителями, однако их настигли три датских корабля под командованием Якоба Северина. Датчане сделали предупредительные выстрелы по голландской флотилии, но голландцы отказались покинуть гавань. Северин, в ответ на игнорирование предупреждения, распорядился открыть огонь по голландским судам, и завязавшийся бой продолжался около часа, в течение которого голландцы понесли значительный ущерб, прежде чем спустили флаги, сдались и уступили свои четыре корабля датчанам. Это сражение привело к укреплению датско-норвежского присутствия на острове и стало единственным крупным морским сражением, произошедшим у территории Гренландии.